# Microsoft Visual C++
Microsoft Visual C++ (MSVC) este un compilator pentru limbajele de programare C, C++, C++/CLI și C++/CX de la Microsoft. MSVC este un software proprietar; inițial a fost un produs de sine stătător, dar ulterior a fost integrat în Visual Studio și oferit atât sub formă de versiune de probă (trialware), cât și gratuit (freeware). Acesta include instrumente pentru dezvoltarea și depanarea codului C++, în special a codului scris pentru Windows API, DirectX și .NET.
Multe aplicații necesită pachetele redistribuibile ale bibliotecii de rulare Visual C++ pentru a funcționa corect. Aceste pachete sunt instalate separat față de aplicațiile pe care le susțin permițând astfel ca mai multe aplicații să utilizeze același pachet printr-o singură instalare. Pachetele redistribuibile și bibliotecile de rulare Visual C++ sunt instalate în principal pentru bibliotecile standard utilizate de numeroase aplicații.

## Istoric
Odată cu adoptarea pe scară largă a interfeței grafice Windows, dezvoltarea de aplicații pentru acest sistem a devenit foarte căutată. Programarea pentru Windows diferă de cea tradițională, orientată pe loturi de comenzi (batch), prin faptul că aplicațiile Windows reacționează la evenimente și mesaje transmise de sistemul de operare, în timp ce programele MS-DOS solicitau explicit informații. Visual C++, produs de Microsoft, este un compilator ce include un set de unelte vizuale pentru crearea rapidă a interfețelor grafice și aplicațiilor native Windows.

## Unelte Visual C++
Microsoft Foundation Classes (MFC) - o bibliotecă de clase C++ ce ușurează crearea de aplicații Windows.
App Wizard - un generator de cod ce creează un schelet funcțional al unei aplicații Windows cu trăsături, nume de clase și nume de surse de cod. Ajută la programarea rapidă a unei aplicații.
Class Wizard - un program ce generează cod pentru o nouă clasă sau funcție. Scrie prototipurile, corpurile funcțiilor și codul pentru a conecta mesajele de scheletul aplicației.
App Studio - editor de meniuri și cutii de dialog în format WYSIWYG (what you see is what you get - ceea ce vezi este ceea ce primești).